# Gouffre de Padirac
Der Gouffre de Padirac (dt. Schlund von Padirac) ist eine Grotte, die ungefähr 47 Kilometer südlich von Brive-la-Gaillarde im Département Lot liegt.
Das Höhlensystem ist durch einen unterirdischen Fluss entstanden, der sich über hundert Meter tief in die verkarsteten Kalke der Causses de Gramat eingegraben hat und in die Dordogne mündet. Eine hohe domartige Aushöhlung dieser Flusshöhle brach ein und es entstand ein kreisrundes Loch mit senkrechten Wänden, 33 m im Durchmesser und 75 m tief. Dieser Tageslichtschacht wurde von den Einheimischen einfach Gouffre genannt, was Abgrund bedeutet.
Man vermutet, dass der Tageslichtschacht bereits im 13. Jahrhundert bekannt war. Er war bereits im 19. Jahrhundert ein beliebtes Ausflugsziel. Eine erste Erforschung fand 1865 bis 1870 statt; damals wurde der Grund des Schlundes erreicht. Bei einer Erforschung des französischen Höhlenforschers Edouard Alfred Martel im Juli 1889 wurde am Fuß des Abgrunds in 75 m Tiefe eine Öffnung entdeckt, die 28 m tiefer zu einem unterirdischen Fluss führte. Heute sind etwa 40 km der unterirdischen Gänge von Höhlenforschern erforscht.

## Erschließung für Besucher
Der Gouffre und etwa 1 km des unterirdischen Höhlensystems sind von Ende März bis Anfang November eines Jahres zur Tageszeit, zeitweise auch abends, für den Besucherverkehr geöffnet. Für den Abstieg in den Gouffre wurde ein stählerner Turm mit 455 Stufen gebaut. Es stehen auch zwei Fahrstühle zur Verfügung. Am Fuß des Gouffre führt eine Rampe über den Schuttkegel in eine Tiefe von 103 m und danach durch die ausgewaschene Röhre des Flusses. Von einer betonierten Anlegestelle gelangen die Höhlenbesucher mit Kähnen 500 m weit auf dem bis zu 4 m tiefen, vom Fels begrenzten Fluss weiter bis zu einem Versturz, an dem sich die Höhle aufweitet. Geführte Höhlentouren gehen dort über gesicherte Treppen durch den 94 m hohen Salle du grand Dôme, den Salle des Grands Gours mit großen Sinterbecken und einem 40 m hohen und 6 m breiten Stalagmiten sowie einem 25 m langen und 4 m dicken Stalaktiten, der die Oberfläche des Flusses berührt. Etwa 1,5 km vom Eingang entfernt endet die Besichtigungsmöglichkeit. Hintere Bereiche der Höhle sind nur zu Forschungszwecken für Wissenschaftler geöffnet.